# Ahmed Hikmet
Ahmed Hikmet Müftüoğlu (* 1870 in Istanbul; † 1927 ebenda) war ein türkischer Dichter und Schriftsteller. Für das Osmanische Reich war er als Diplomat in verschiedenen Auslandsvertretungen tätig. 1896 kehrte er nach Istanbul zurück und schloss sich dort der jungosmanischen Bewegung an. Die Kurzgeschichte „Haristan ve Gülistan“ (Dornenhag und Rosenhain), die sich der Situation der türkischen Frau in der Zeit vor der jungtürkischen Revolution 1908 widmet, wurde als eine der ersten modernen türkischen Erzählungen 1907 von Friedrich Schrader ins Deutsche übersetzt.

## Werke
- Leyla yahud Bir Mecnunun İntikamı (Kurzgeschichte, 1891)
- Haristan ve Gülistan (Kurzgeschichten, 1901), deutsche Übersetzung 1907 von Friedrich Schrader unter dem Titel „Türkische Frauen“
- Gönül Hanım (Roman, 1920),
- Çağlayanlar (Die Wasserfälle, Kurzgeschichten, 1922).

## Übersetzungen ins Deutsche
- Türkische Frauen: Berlin, Mayer und Müller, 1907 (Übersetzung Friedrich Schrader, Herausgeber Prof. Dr. Georg Jacob)
- Max Rudolf Kaufmann (Hg.), Türkische Erzählungen, Delphin, München, 1916
darin die Übersetzung von drei Kurzgeschichten von Ahmet Hikmet, übersetzt von Friedrich Schrader:
  - Der Traubenverkäufer
  - Der Kulturträger
  - Tante Naqije